# Philipp Henrik Mandel
Philipp Henrik Mandel, född 28 februari 1837 i Frankfurt am Main, död efter 1882 i USA, var en tysk-svensk gravör och fotolitograf. Han var gift med Carolina Lundberg.
Mandel utbildades till metallgravör i Tyskland. Han kom till Stockholm 1857 och var först anställd vid Illustrerad Tidning för att senare arbeta vid Riksens Ständers Bank som gravör. Några år senare utnämndes han till föreståndare för Topografiska kårens fotografiska och galvanoplastiska avdelning. Han uppfann och utvecklade en metod för fotolitografering som han beviljades patent för och han etablerade ett företag som med  hans fotolitograferingsmetod gav ut ett flertal faksimilutgåvor bland annat Rudbecks Atlantica och tio faksimilutgåvor av Emanuel Swedenborgs manuskript för ett amerikanskt förlag. Han flyttade 1870 till USA där han 1882 ledde en större fotolitografisk ateljé i Boston. Mandel finns representerad vid bland annat Uppsala universitetsbibliotek och Nationalmuseum i Stockholm.